# 過度換氣症候群
過度換氣症候群（hyperventilation syndrome，HVS）又称通气过度综合征、高通气综合征，是由于通气过度，超过生理代谢所需而引起的综合征，具有与焦虑相关（情绪紧张、癔病发作等）的呼吸困难及呼吸急促，并伴有全身很多躯体和精神神经表现的临床症状。
過度換氣症候群有许多历史异名：“慢性過度換氣症候群”）、“失能性過度換氣症候群”（dysfunctional breathing hyperventilation syndrome）、“隐秘搐搦”（cryptotetany）、“痉挛素质”（spasmophilia）、“潜伏搐搦”（latent tetany）、“中枢神经元过度兴奋综合征”（central neuronal hyper excitability syndrome）等等。

## 症状
過度換氣症候群表现为精神紧张、焦虑、恐惧、害怕死亡，呼吸困难、胸闷窒息感、胸部不适或胸痛、呼吸深或快，心慌或心悸、心动过速，头昏、视物模糊，四肢末梢、面部及口周麻木、发紧与针刺感；严重者手指、上肢强直，手足搐搦，意识模糊，晕厥等。但查无相应的器质病因。

## 机制
過度換氣症候群的病理机制是二氧化碳排出过量导致呼吸性碱中毒，由過快或過深的呼吸所造成，導致身體排出過多的二氧化碳，引發呼吸性碱中毒，亦即血液pH值過高，影響了神经系统的正常放电生理过程，部分患者會感到在手、足、唇等部位感到麻痺或微微叮咬感、口齒不清、暈眩、胸痛、心跳加速。患者越緊張，呼吸越快，令症狀出現惡性循環，嚴重者更會昏厥。
該症狀可由生理或心理造成，患者誤以為自己缺氧，加快呼吸，但其動脈血中的氧化量仍然正常，只是二氧化碳含量過低，引致血管收縮，同时因為玻尔效应的影響，讓人體對重要器官的輸氧量減少。

## 診斷
过度换气综合症是暈眩症十分常見的誘因。 25%的暈眩症患者被診斷患有HVS。最佳診斷方法是讓患者快速呼吸兩分鐘。這樣會誘發症狀，以確定患者的症狀是由於呼吸過度導致的。這項檢查只能在患者沒有症狀的時候進行。

## 流行慢性病
每分鐘呼吸量是每分鐘由一個人的肺一分鐘吸入或呼出的空氣量。呼吸醫學資料（見下表）顯示病人的呼吸的空氣量是未患病人士的2-3倍。
| 情况                 | 每分鐘呼吸量（±標準差） | 病人數量 | 參考文獻    |
| -------------------- | ----------------------- | -------- | ----------- |
| 呼吸正常             | 6 l/分鐘                | 無       | 醫學教科書: |
| 哮喘                 | 12 l/分鐘               | 101      | [ 10 ]      |
| 哮喘                 | 15 l/分鐘               | 8        | [ 11 ]      |
| 哮喘                 | 14.1 (±5.7) l/分鐘      | 39       | [ 12 ]      |
| 心臟病               | 14 (±4) l/分鐘          | 88       | [ 13 ]      |
| 心臟病               | 12.2 (±3.3) l/分鐘      | 132      | [ 14 ]      |
| 心臟病               | 16 (±2) l/分鐘          | 11       | [ 15 ]      |
| 心臟病               | 15 (±4) l/分鐘          | 22       | [ 16 ]      |
| 糖尿病               | 10-20 l/分鐘            | 28       | [ 17 ]      |
| 糖尿病               | 12-17 l/分鐘            | 26       | [ 18 ]      |
| 囊腫性纖維化         | 11-14 l/分鐘            | 6        | [ 19 ]      |
| 囊腫性纖維化         | 13 (±1.8) l/分鐘        | 10       | [ 20 ]      |
| 慢性阻塞性肺病(COPD) | 12.2 (±1.9) l/分鐘      | 10       | [ 21 ]      |
| 肝硬化               | 11-18 l/分鐘            | 24       | [ 22 ]      |
| 過度換氣             | 14.9 (±0.6) l/分鐘      | 42       | [ 23 ]      |
| 癲癇                 | 12.8 l/分鐘             | 12       | [ 24 ]      |

## 治疗
由于呼吸快速的原因很多，必须先排除器质病因后，才给予过度通气症状治疗。
- 罩袋治疗：利用口罩、面罩、纸袋、塑料袋等，使口鼻不透气重复呼吸，此时吸入气体中二氧化碳浓度提高而减轻症状；但是有些学者不建议使用[25]。
- 调整呼吸节律与深度：腹式呼吸训练等[26]。
- 药物治疗：抗焦虑药、β受体拮抗剂、选择性5-羟色胺再摄取抑制剂，严重者需要镇静催眠、补充钾盐、推注葡萄糖酸钙[27]。

当症状缓解后，随诊可加强：
- 认知行为疗法
- 心理疗法
- 中医中药治疗

## 外部連結
- "Hyperventilation syndrome" - 搜索 Google 圖書
- "過度換氣症候群" - 搜索 Google 圖書
- The impact of dysfunctional breathing on the assessment of asthma control - Respiratory Medicine